# Bark Seghiri
Bark Seghiri (Argenteuil, 8 agosto 1978) è un ex calciatore francese, di origini algerine, di ruolo difensore.

## Carriera

### Club
Ha giocato nelle giovanili di RC Paris e Paris Saint-Germain Football Club.
Da professionista ha vestito la maglia dell'Istres dal 2000 al 2003, disputando 33 gare con 2 gol nella prima stagione in terza serie e 52 partite con una rete nei successivi due campionati di seconda divisione.
Disputa la stagione seguente in terza serie nelle file del ES Wasquehal, collezionando 30 presenze condite da 3 gol.
Nel 2004 si trasferisce in Grecia, militando per due stagioni nell'Iraklis FC.
Seguono tre campionati nel campionato di Cipro con la maglia dell'APOEL FC.
Nell'estate del 2009 ritorna in Grecia, trasferendosi al Panserraikos.

### Nazionale
Ha rappresentato la Nazionale francese Under-18.

## Palmarès

### Club

#### Competizioni nazionali
- Campionato cipriota: 2

APOEL: 2006-2007, 2008-2009
- Coppa di Cipro: 1

APOEL: 2007-2008
- Supercoppa di Cipro: 1

APOEL: 2008